# مقاطعة دوتشيسن (يوتا)
مقاطعة دوتشيسن (بالإنجليزية: Duchesne County)‏ هي إحدى مقاطعات ولاية يوتا في الولايات المتحدة الأمريكية.